# Первая лига Казахстана по футболу 2017
Первенство Казахстана по футболу 2017 года — 23-й турнир Первой лиги, в котором приняли участие 9 клубов. Проходил в 3 круга с 15 апреля по 29 октября 2017 года.

## Участники

### Изменения
По итогам сезона-2016 из Премьер-лиги в Первую лигу вылетел:
- «Жетысу» (Талдыкорган) — 12-е место.

Из Первой лиги в Премьер-лигу квалифицировался:
- «Кайсар» (Кызылорда) — 1-е место.

Отказались от участия в Первой лиге:
- «Алтай» (Усть-Каменогорск/Семей) — был ликвидирован. Новый клуб с идентичным названием начал играть во Второй лиги.
- «Байтерек» (Астана) — расформирован.

Дебютировал в Первой лиге:
- «Кайрат А» (Алма-Ата).

### Фарм-клубы
Согласно Регламенту соревнования, команды, входящие в структуру клубов Премьер-лиги-2017, не имеют права бороться за выход в Премьер-лигу-2018 и участие в Кубке Казахстана.
| Фарм-клуб    | Основной клуб |
| ------------ | ------------- |
| Байконур     | Кайсар        |
| Кайрат А     | Кайрат        |
| Шахтёр-Булат | Шахтёр        |

## Итоговая таблица
| М | Команда      | И  | В  | Н | П  | Мячи    | ±   | О  | Примечания           |
| - | ------------ | -- | -- | - | -- | ------- | --- | -- | -------------------- |
| 1 | Жетысу       | 24 | 20 | 2 | 2  | 53 − 10 | +43 | 62 | Выход в Премьер-лигу |
| 2 | Кызыл-Жар СК | 24 | 13 | 5 | 6  | 37 − 22 | +15 | 44 | Выход в Премьер-лигу |
| 3 | Кайрат А     | 24 | 11 | 7 | 6  | 38 − 27 | +11 | 40 |                      |
| 4 | Махтаарал    | 24 | 9  | 8 | 7  | 30 − 26 | +4  | 35 | Переходный матч      |
| 5 | Байконур     | 24 | 9  | 6 | 9  | 30 − 29 | +1  | 33 |                      |
| 6 | Шахтёр-Булат | 24 | 9  | 4 | 11 | 29 − 40 | −11 | 31 |                      |
| 7 | Кыран        | 24 | 7  | 8 | 9  | 27 − 36 | −9  | 29 |                      |
| 8 | Каспий       | 24 | 3  | 6 | 15 | 14 − 36 | −22 | 15 |                      |
| 9 | Экибастуз    | 24 | 2  | 4 | 18 | 18 − 50 | −32 | 10 |                      |

И — игры, В — выигрыши, Н — ничьи, П — проигрыши, Мячи — забитые и пропущенные голы, ± — разница голов, О — очки

## Переходный матч
Согласно регламенту чемпионата, переходный матч должен был пройти между командами, занявшими 10-е место в Премьер-лиге и 3-е место в Первой лиге.
По итогам чемпионата Казахстана 2017 года 10-е место занял «Акжайык» (Уральск). По итогам турнира Первой лиги 2017 года 3-е место занял «Кайрат А» (Алма-Ата) — фарм-клуб «Кайрата», который не имел права на участие в переходном матче.
Таким образом, участником этого матча от Первой лиги стал занявший 4-е место «Махтаарал» (Атакент).
| Акжайык (Уральск)   | 2:1 | Махтаарал (Атакент) |
| ------------------- | --- | ------------------- |
| Дудченко 45+1′, 86′ |     | Чулагов 35′         |

## Бомбардиры
1. Бошко Ступич (Кызыл-Жар СК) — 13 (3 — с пенальти).
2. Олег Хромцов (Жетысу) — 11 (3).
3. Аскар Абутов (Кыран) — 10 (1).
4. Куаныш Бегалин (Экибастузец) — 8.
5. Тимур Мульдинов (Кызыл-Жар СК) — 8.
6. Сабырхан Ибраев (Жетысу) — 8.
7. Артём Касьянов (Жетысу) — 7.
8. Вячеслав Сердюков (Жетысу) — 7.
9. Шокан Абзалов (Байконур) — 7.
10. Мусса Лимане (Каспий) — 7 (2).